# 葉高標
葉高標（1593年—1641年），字自根，號大木，廣東惠州府海丰县吉康都螺溪鄉徑口人，明朝政治人物，同進士出身。

## 生平
天啓四年（1624年）甲子科廣東鄉試舉人，崇禎元年（1628年），登戊辰科進士，授直隶徽州府歙县知县，敕授文林郎，后升任刑部給事中，歷吏科右、禮科左，升礼科都给事中。曾在京师召集乡宦建惠州会馆，额其堂曰：“豐湖天際”。後奉命往懷慶慰问福藩，病卒，贈太常寺少卿。

## 家族
葉高標祖父葉見洲，諱以通。原配莊氏無子早逝。繼配彭氏，子三。
葉高標之父葉吉甫，娶羅我星之遺腹幼女。子四女一。女嫁廣東順德人梁兆陽，為葉高標之妹。
葉高標外公羅我星，又叫羅大𣁽，海豐縣吉康都火山下人，是羅竹庭之子，大𣁽公元配葉氏，繼配海豐縣楊安都李南山之女李氏，葉高標親外祖母，葉高標之舅父為葉氏所出，乃羅氏同父異母兄。
見陸河葉氏宗譜第173-174頁。